# Subaditividade
Em matemática, a subaditividade é uma propriedade de uma função que afirma, grosso modo, que avaliar a função para a soma de dois elementos do domínio sempre retorna algo menor ou igual à soma dos valores da função em cada elemento. Existem inúmeros exemplos de funções subaditivas em várias áreas da matemática, particularmente normas e raízes quadradas . Mapas aditivos são casos especiais de funções subaditivas. 

## Definições
Uma função subaditiva é uma função {\displaystyle f\colon A\to B}, com um domínio A e um codomain B ordenado, ambos fechados em adição, com a seguinte propriedade: 
{\displaystyle \forall x,y\in A,f(x+y)\leq f(x)+f(y).}
Um exemplo é a função de raiz quadrada, com números reais não negativos como domínio e codomain, pois {\displaystyle \forall x,y\geq 0} temos: 
{\displaystyle {\sqrt {x+y}}\leq {\sqrt {x}}+{\sqrt {y}}.}
Uma sequência {\displaystyle \left\{a_{n}\right\},n\geq 1}, é chamado subaditivo se satisfizer a desigualdade
{\displaystyle (1)\qquad a_{n+m}\leq a_{n}+a_{m}}
para todos m e n . Este é um caso especial de função subaditiva, se uma sequência for interpretada como uma função no conjunto de números naturais. 

## Propriedades

### Sequências
Um resultado útil referente a sequências subaditivas é o seguinte lema devido a Michael Fekete . 
Lema Subaditivo de Fekete: Para cada sequência subaditiva {\displaystyle {\left\{a_{n}\right\}}_{n=1}^{\infty }}, o limite {\displaystyle \displaystyle \lim _{n\to \infty }{\frac {a_{n}}{n}}} existe e é igual ao mínimo {\displaystyle \inf {\frac {a_{n}}{n}}} . (O limite pode ser {\displaystyle -\infty } . )
O análogo do lema de Fekete também vale para seqüências superaditivas, ou seja: {\displaystyle a_{n+m}\geq a_{n}+a_{m}.} (O limite pode ser infinito positivo: considere a sequência {\displaystyle a_{n}=\log n!} . ) 
Existem extensões do lema de Fekete que não exigem que a desigualdade (1) seja válida para todos m e n, mas apenas para m e n de modo que {\displaystyle {\frac {1}{2}}\leq {\frac {m}{n}}\leq 2.} Além disso, a condição {\displaystyle a_{n+m}\leq a_{n}+a_{m}} pode ser enfraquecido da seguinte forma: {\displaystyle a_{n+m}\leq a_{n}+a_{m}+\phi (n+m)} providenciou que {\displaystyle \phi } é uma função crescente, de modo que a integral {\displaystyle \int \phi (t)t^{-2}\,dt} converge (próximo ao infinito). 
Há também resultados que permitem deduzir a taxa de convergência ao limite cuja existência é afirmado no lema de Fekete se algum tipo de ambos superaditividade e sub aditividade está presente.  
Além disso, os análogos do lema de Fekete foram comprovados para mapas reais subaditivos (com suposições adicionais) de subconjuntos finitos de um grupo favorável  ,  e ainda mais, de um semigrupo de esquerda cancelável. 

### Funções
Teorema:  Para cada função subaditiva mensurável {\displaystyle f:(0,\infty )\to \mathbb {R} ,} o limite {\displaystyle \lim _{t\to \infty }{\frac {f(t)}{t}}} existe e é igual a {\displaystyle \inf _{t>0}{\frac {f(t)}{t}}.} (O limite pode ser {\displaystyle -\infty .} )
Se f for uma função subaditiva e se 0 estiver em seu domínio, então f (0) ≥ 0. Para ver isso, pegue a desigualdade no topo. {\displaystyle f(x)\geq f(x+y)-f(y)} . Consequentemente {\displaystyle f(0)\geq f(0+y)-f(y)=0}
Uma função côncava {\displaystyle f:[0,\infty )\to [0,\infty )} com {\displaystyle f(0)\geq 0} também é subaditivo. Para ver isso, primeiro observa-se que {\displaystyle f(x)\geq \textstyle {\frac {y}{x+y}}f(0)+\textstyle {\frac {x}{x+y}}f(x+y)} . Então, olhando a soma deste limite para {\displaystyle f(x)} e {\displaystyle f(y)}, finalmente verificará se f é subaditivo. 
O negativo de uma função subaditiva é superaditivo . 

## Exemplos em vários domínios

### Entropia
A entropia desempenha um papel fundamental na teoria da informação e na física estatística, bem como na mecânica quântica em uma formulação generalizada devido a von Neumann . A entropia aparece sempre como uma quantidade subaditiva em todas as suas formulações, o que significa que a entropia de um super-sistema ou de uma união de variáveis aleatórias é sempre menor ou igual à soma das entropias de seus componentes individuais. Além disso, a entropia na física satisfaz várias desigualdades mais estritas, como a Subaditividade Forte da Entropia na mecânica estatística clássica e seu análogo quântico. 

### Economia
A subaditividade é uma propriedade essencial de algumas funções de custo específicas. É, geralmente, uma condição necessária e suficiente para a verificação de um monopólio natural . Isso implica que a produção de apenas uma empresa é socialmente menos cara (em termos de custos médios) do que a produção de uma fração da quantidade original por um número igual de empresas. 
Economias de escala são representadas por funções de custo médio subaditivo. 
Exceto no caso de bens complementares, o preço dos bens (em função da quantidade) deve ser subaditivo. Caso contrário, se a soma do custo de dois itens for mais barata que o custo do pacote de dois deles juntos, ninguém jamais comprará o pacote, fazendo com que o preço do pacote "se torne" a soma dos preços de os dois itens separados. Provando assim que não é uma condição suficiente para um monopólio natural; uma vez que a unidade de troca pode não ser o custo real de um item. Essa situação é familiar a todos na arena política, onde alguma minoria afirma que a perda de alguma liberdade específica em um determinado nível de governo significa que muitos governos são melhores; enquanto a maioria afirma que existe outra unidade de custo correta.  

## Finança
A subaditividade é uma das propriedades desejáveis de medidas coerentes de risco no gerenciamento de riscos  . A intuição econômica por trás da subaditividade da medida de risco é que uma exposição ao risco da carteira deve, na pior das hipóteses, simplesmente igual à soma das exposições ao risco das posições individuais que compõem a carteira. Em qualquer outro caso, os efeitos da diversificação resultariam em uma exposição da carteira menor que a soma das exposições individuais ao risco. A falta de subaditividade é uma das principais críticas dos modelos de VaR que não se baseiam na suposição de normalidade dos fatores de risco. O VaR gaussiano garante subaditividade: por exemplo, o VaR gaussiano de um portfólio de duas posições longas unitárias {\displaystyle V} no nível de confiança {\displaystyle 1-p} ou seja, assumindo que a variação do valor médio da carteira seja zero e o VaR seja definido como uma perda negativa, 
{\displaystyle {\text{VaR}}_{p}\equiv z_{p}\sigma _{\Delta V}=z_{p}{\sqrt {\sigma _{x}^{2}+\sigma _{y}^{2}+2\rho _{xy}\sigma _{x}\sigma _{y}}}}
Onde {\displaystyle z_{p}} é o inverso da função de distribuição cumulativa normal no nível de probabilidade {\displaystyle p}, {\displaystyle \sigma _{x}^{2},\sigma _{y}^{2}} são as posições individuais retorna variações e {\displaystyle \rho _{xy}} é a medida de correlação linear entre os retornos de duas posições individuais. Como a variação é sempre positiva, 
{\displaystyle {\sqrt {\sigma _{x}^{2}+\sigma _{y}^{2}+2\rho _{xy}\sigma _{x}\sigma _{y}}}\leq \sigma _{x}+\sigma _{y}}
Assim, o VaR gaussiano é subaditivo para qualquer valor de {\displaystyle \rho _{xy}\in [-1,1]} e, em particular, é igual à soma das exposições individuais ao risco quando {\displaystyle \rho _{xy}=1} que é o caso de nenhum efeito de diversificação no risco da carteira. 

### Termodinâmica
A subaditividade ocorre nas propriedades termodinâmicas de soluções e misturas não ideais, como o volume molar em excesso e o calor da misura ou entalpia em excesso.

### Combinatória em palavras
Uma linguagem fatorial {\displaystyle L} é aquele em que se houver uma palavra {\displaystyle L}, todos os fatores dessa palavra também estão em {\displaystyle L} . Na combinatória de palavras, um problema comum é determinar o número {\displaystyle A(n)} de comprimento {\displaystyle n} palavras em uma linguagem fatorial. Claramente {\displaystyle A(m+n)\leq A(m)A(n)}, tão {\displaystyle \log A(n)} é subaditivo e, portanto, o lema de Fekete pode ser usado para estimar o crescimento de {\displaystyle A(n)}